# Kranijalni indeks
Kranijalni indeks ili cefalični indeks (akronim CI —Cephalic index) je numerička vrednost koja omogućava morfološku procenu i numeričku ekspresiju oblika kranijuma.  Jednostavno merenje kranijalnog  indeksa, danas omogućava kompjuterizovana tomografija, uz klinički prihvatljiva odstupanja.

## Način izračunavanja
Kranijalni indeks se izračunava kao količnik između maksimalne širine glave (EU-EU) i njene maksimalne dužine (GL-OP)pomnožen sa 100:
{\displaystyle \mathbf {CI} \left[{\frac {EU-EU}{GL-OP}}\right]} x 100, u kojoj je:
Maksimalna širina glave (Eu – Eu) - maksimalni biparijetalni dijametar glave izmeren između njenih najprominentnijih lateralnih tačaka (eurion, Eu).
Maksimalna dužina glave  (Gl – Op) - maksimalni okcipitofrontalni dijametar glave izmeren između najprominentnijih tačaka čela (glabella, Gl) i potiljka (opisthocranion, Op).

## Normalne vrednosti
Normalna vrednost kranijalnog indeksa varira u zavisnosti od rasne pripadnosti, koja se može odrediti koristeći se morfologijom kranijuma, na osnovu numerički vrednosti kranijalnog indeksa,  prikazanih na ovoj tabeli:
| Kranijalni tip                           | Kranijalni indeks |
| ---------------------------------------- | ----------------- |
| Ultradolihocefalija (ultradolihokranija) | < 64,9            |
| Hiperdolihocefalija (hiperdolihokranija) | 65,0 - 69,9       |
| Dolihocefalija (dolihokranija)           | 70,0 - 74,9       |
| Mezocefalija (mezokranija)               | 75,0 - 79,9       |
| Brahicefalija (brahikranija)             | 80,0 - 84,9       |
| Hiperbrahicefalija (hiperbrahikranija)   | 85,0 - 89,5       |
| Ultrabrahicefalija (ultrabrahikranija)   | > 90              |

Kranijalni indeks daje predstavu o obliku glave fetusa. Može se menjati u različitim situacijama kao što su:
- brahijalna prezentacija
- prisutnost blizanačke trudnoće

Uobičajeni raspon CI je promenljiv u zavisnosti od različitih izvora i različitih demografskih grupa. Kao srednja vrednost CI najčešće se uzima 78 (raspon 74-83).

## Značaj
Kranijalni indeks, predstavlja značajan parametar u dijagnostici jer zajedno sa drugim pokazateljima može ulazati na postojanje nekih kongenitalnih anomalija ploda još u prenatalnom periodu koje postoje kod aneuploidija.
Najčešće morfološke anomalije oblika glavice ploda sa teških posledicama po život i zdravlje ploda su mikrocefalija ili hidrocefalus, ali ne sme se zanemariti ni postojanje brahicefalije niti dolihocefalije, koje iako manje značajne u pogledu težine postojanja mogućeg oštećenja ploda mogu imati značajnu ulogu u predikciji hromozomskih aberacija ploda.

## Literatura
- Mirko Kolarski. Prenatalni ultrazvučni skrining drugog trimestra trudnoće u predikciji Daunovog sindroma.. doktorska disertacija, Univerzitet u Novom Sadu, Medicinski fakultet,  Novi Sad, 2016.

## Spoljašnje veze
- (језик: енглески)